# Kropotkin (miasto)
Kropotkin (do 1921 Romanowski Chutor, ros. Кропоткин) – miasto w Rosji, w Kraju Krasnodarskim, nad Kubaniem. Liczy około 77,0 tys. mieszkańców (2021).
W mieście rozwinął się przemysł spożywczy, maszynowy, chemiczny oraz materiałów budowlanych.